# Climat de la Bulgarie

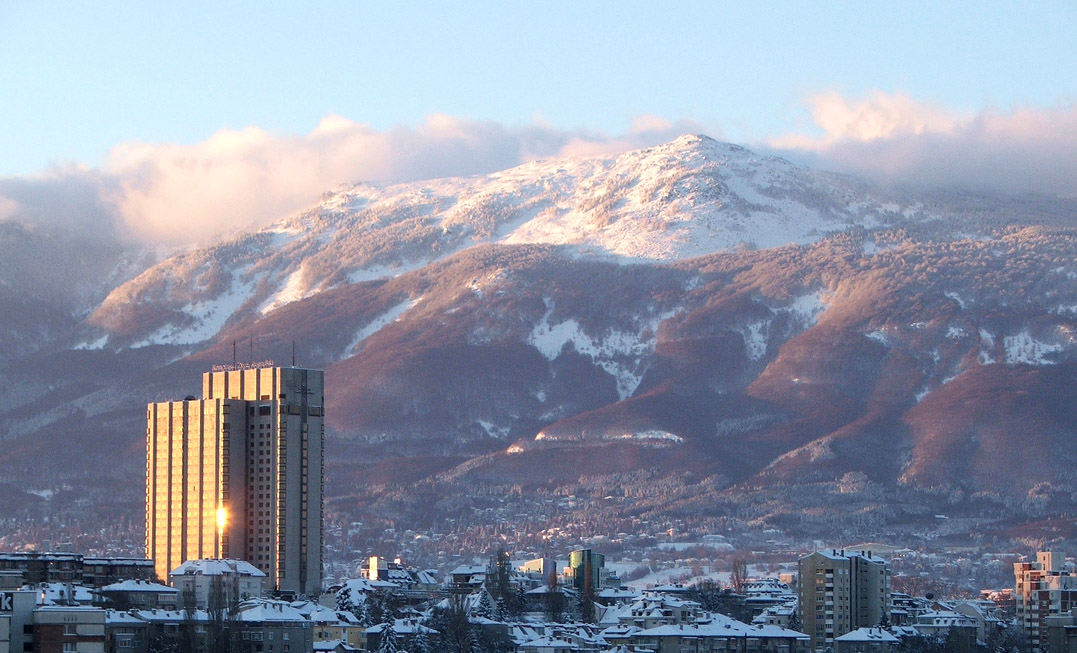
Sofia avec en arrière-plan les monts Vitocha.

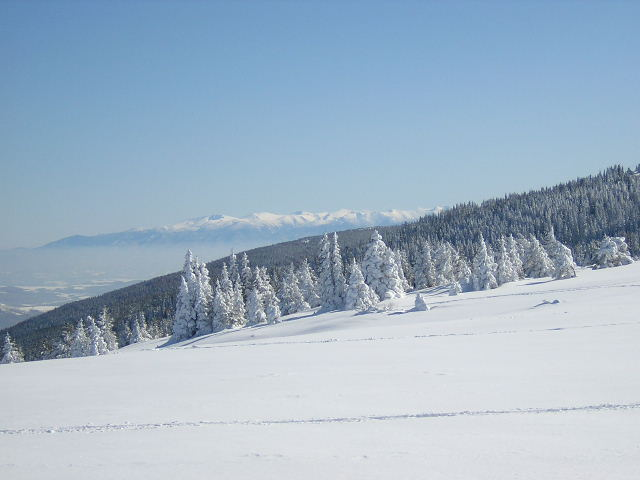
Paysage hivernal dans le massif du Vitocha.

Le climat de la Bulgarie est varié et complexe malgré sa faible taille. Le pays se partage entre une grande zone de climat continental à l'ouest et au centre, avec des influences méditerranéennes au sud, et une zone plus étroite de climat pontique à l'est. Les montagnes et les vallées de Bulgarie bloquent et font circuler les masses d'air, créant des contrastes climatiques importants entre des zones relativement proches.

## Description
La zone climatique continentale est la plus importante car les masses d'air continentales circulent facilement à travers la plaine danubienne dépourvue d'obstacles. L'influence continentale, plus importante durant l'hiver, génère des chutes de neige abondantes ; au sud, l'influence méditerranéenne s'accroît durant l'été et produit un temps chaud et sec. La barrière constituée par le massif des Balkans se fait ressentir dans toute la Bulgarie : en moyenne le Nord de la Bulgarie est plus froid de 1 °C et reçoit 192 mm de précipitations de plus que le Sud. Le climat pontique est réduit à la bande littorale de la mer Noire.
Le massif des Balkans constitue la frontière sud de la zone ou les masses d'air continentales circulent librement. Entre le Balkan et le Rhodope, s'étend la zone intermédiaire, qui inclut la plaine de Thrace, sous influence méditerranéenne. Cette combinaison produit un climat similaire à celui de la région du Corn Belt aux États-Unis avec des étés longs et une forte humidité. Le climat de la région est cependant plus rigoureux que ceux d'autres régions d'Europe situées à la même latitude. À cause de l'existence de cette zone climatique intermédiaire, les températures moyennes et les précipitations peuvent varier beaucoup d'une année à l'autre.
Les précipitations moyennes en Bulgarie sont de 630 mm par an. En Dobroudja, au nord-est, dans la zone littorale le long de la mer Noire, et dans une partie de la plaine de Thrace, les précipitations sont inférieures à 500 mm. Le reste de la plaine de Thrace et le plateau danubien reçoivent moins que la moyenne du pays. La plaine de Thrace est sujette à des sécheresses durant l'été. Les zones en altitude reçoivent les précipitations les plus importantes, en moyenne 2 540 mm par an.
Les nombreuses vallées éparpillées dans les zones montagneuses subissent des inversions de température liées à la stagnation des masses d'air. Sofia est dans cette situation mais son altitude (environ 530 m) permet de modérer la température et l'humidité durant l'été. Sofia est protégée des vents du Nord par les montagnes qui cernent le bassin dans laquelle elle est installée. La température moyenne à Sofia est de −2 °C en janvier et de 21 °C environ en août. Les précipitations dans la capitale sont proches de la moyenne nationale; le climat est dans son ensemble plaisant.
Près de la mer Noire, le climat pontique est plus chaud et humide, mais tempétueux en hiver. Le long du Danube, l'hiver continental est extrêmement froid tandis que les vallées disposant de débouchés vers le sud, le long des frontières avec la Grèce et la Turquie, bénéficient d'un climat doux comme les zones situées le long des côtes de la mer Égée et de la mer Méditerranée.

## Zones climatiques

### Climat du Centre-Nord

#### Roussé
La ville de Roussé connaît un climat continental modéré, avec quatre saisons bien marquées. La température moyenne varie au cours de l'année entre -2 °C pour les minimales, et +33 °C pour les maximales. La pluviométrie annuelle est de 65 litres au mètre carré.

### Climat du Nord-Est

#### Varna
Varna est dotée d'un climat océanique (Classification de Köppen  Cfb ), avec des influences  méditerranéennes en été mais nettement  continentales en automne-hiver. L'été commence au début mai et dure jusqu'au début octobre. Les températures en été varient généralement entre 17 °C la nuit et 25-30 °C le jour. La température de l’eau de mer pendant les mois d’été se situe généralement autour de 23-24 °C. En hiver, les températures avoisinent les 0 °C la nuit et 5–6 °C le jour. La neige peut tomber de décembre à mars mais fond généralement rapidement. La température la plus élevée jamais enregistrée était 39,4 °C et la plus basse −19,0 °C.
| Température de la mer à Varna    | Température de la mer à Varna | Température de la mer à Varna | Température de la mer à Varna | Température de la mer à Varna | Température de la mer à Varna | Température de la mer à Varna | Température de la mer à Varna | Température de la mer à Varna | Température de la mer à Varna | Température de la mer à Varna | Température de la mer à Varna | Température de la mer à Varna | Température de la mer à Varna |
| Mois                             | Jan                           | Fév                           | Mar                           | Avr                           | Mai                           | Juin                          | Jul                           | Aout                          | Sep                           | Oct                           | Nov                           | Déc                           | Année                         |
| -------------------------------- | ----------------------------- | ----------------------------- | ----------------------------- | ----------------------------- | ----------------------------- | ----------------------------- | ----------------------------- | ----------------------------- | ----------------------------- | ----------------------------- | ----------------------------- | ----------------------------- | ----------------------------- |
| Température moyenne de la mer °C | 8,0                           | 7,3                           | 7,7                           | 9,7                           | 15,8                          | 21,5                          | 24,5                          | 24,8                          | 22,7                          | 17,8                          | 13,2                          | 9,9                           | 15,2                          |
| Durée moyenne du jour            | 9,0                           | 11,0                          | 12,0                          | 13,0                          | 15,0                          | 15,0                          | 15,0                          | 14,0                          | 12,0                          | 11,0                          | 10,0                          | 9,0                           | 12,2                          |
| indice UV moyen                  | 1                             | 2                             | 3                             | 5                             | 7                             | 8                             | 9                             | 7                             | 5                             | 3                             | 2                             | 1                             | 4,4                           |
| Source: Weather Atlas            |                               |                               |                               |                               |                               |                               |                               |                               |                               |                               |                               |                               |                               |

### Climat du Sud-Ouest

#### Sofia
Sofia connaît un climat continental, avec des grandes amplitudes dans une journée, et des grandes différences d'une année à l'autre. En effet, elle se situe à la limite des hivers sibériens que connaissent les pays de l'Est, et la clémence des hivers des pays méditerranéens. La Bulgarie jouit d'un climat complexe et Sofia en est un exemple frappant. 
La température annuelle moyenne est de 10,6 °C et les précipitations annuelles moyennes sont de 581,8 mm.
Juillet et août sont les mois les plus chauds avec une température moyenne de 21 °C. Janvier et février sont les plus secs avec des précipitations moyennes de 33 et 31 mm.
Les précipitations les plus importantes sont en mai et juin avec respectivement 67 et 75 mm. Le mois le plus froid est celui de janvier avec une température moyenne de −0,5 °C
| Mois                              | jan. | fév.  | mars  | avril | mai   | juin  | jui.  | août  | sep.  | oct.  | nov.  | déc. | année |
| --------------------------------- | ---- | ----- | ----- | ----- | ----- | ----- | ----- | ----- | ----- | ----- | ----- | ---- | ----- |
| Température minimale moyenne (°C) | −3,9 | −2,9  | 0,8   | 5,4   | 9,8   | 13,2  | 15,1  | 14,9  | 11    | 6,6   | 1,4   | −2,4 | 5,8   |
| Température moyenne (°C)          | −0,5 | 1,1   | 5,4   | 10,6  | 15,4  | 18,9  | 21,2  | 21    | 16,5  | 11,3  | 5,1   | 0,7  | 10,6  |
| Température maximale moyenne (°C) | 3,4  | 5,6   | 10,6  | 16,2  | 21,1  | 24,7  | 27,3  | 27,5  | 22,9  | 17,1  | 9,7   | 4,3  | 15,9  |
| Ensoleillement (h)                | 87,8 | 114,3 | 159,6 | 182,2 | 229,6 | 257,7 | 302,1 | 288,3 | 220,1 | 163,6 | 105,5 | 66,1 | 2 177 |
| Précipitations (mm)               | 33,2 | 31,5  | 38,1  | 50,7  | 67    | 75,4  | 52,6  | 57,6  | 45,7  | 45    | 43,3  | 41,7 | 581,8 |

| Diagramme climatique                                  |             |             |             |           |              |              |              |            |           |            |             |
| J                                                     | F           | M           | A           | M         | J            | J            | A            | S          | O         | N          | D           |
| 3,4−3,933,2                                           | 5,6−2,931,5 | 10,60,838,1 | 16,25,450,7 | 21,19,867 | 24,713,275,4 | 27,315,152,6 | 27,514,957,6 | 22,91145,7 | 17,16,645 | 9,71,443,3 | 4,3−2,441,7 |
| Moyennes : • Temp. maxi et mini °C • Précipitation mm |             |             |             |           |              |              |              |            |           |            |             |

### Climat du Sud-Est

#### Bourgas
À Bourgas, le climat pontique de la mer Noire est de type continental humide avec des hivers rigoureux et enneigés et des étés méditerranéens. Les tempêtes de neige, venant du Nord-Est, sont fréquentes en février et les températures moyennes chutent entre 0 et 7 °C. Les étés sont chauds, généralement secs et ensoleillés avec parfois quelques orages nocturnes, et les températures montent entre 20 et 30 °C mais peuvent atteindre 40 °C lors d'épisodes caniculaires en août. L'automne est la saison la plus pluvieuse et la plus douce, avec des précipitations plus fréquentes en septembre et octobre prenant très souvent la forme d'épisodes orageux violents.